# Улица Михайловка
У́лица Миха́йловка (название с 2006 года, ранее проектируемый проезд 627) — улица в районе Крюково Зеленоградского административного округа города Москвы на границе посёлка Андреевка (Солнечногорский район Московской области) и Зеленограда. Расположена от улицы Александровка до улицы Андреевка.
Образует вместе с улицей Андреевка единую транспортную магистраль и представляет собой четырёхполосную улицу: две полосы в каждую сторону, разделенные рабаткой. В 2012 году в связи со сложной дорожной обстановкой на этих улицах, когда авария крупной техники может полностью парализовать движение в какую-либо из сторон, начаты работы по уменьшению рабатки на три метра для увеличения количества полос до шести (по три в каждую сторону).

## Происхождение названия
Названа по деревне Михайловка, которая находилась на месте 15-го микрорайона (юго-восточнее улицы).

## Здания и сооружения
По чётной стороне:
- корпуса 14-го микрорайона.

По чётной стороне:
- строения посёлка Андреевка.